# 塞纳河畔格里西
塞纳河畔格里西（法語：Grisy-sur-Seine，法語發音：[ɡʁizi syʁ sɛn] ⓘ）是法国塞纳-马恩省的一个市镇，属于普罗万区。

## 地理
塞纳河畔格里西（48°26'20"N, 3°19'7"E）面积6.57 平方千米，位于法国法蘭西島大區塞纳-马恩省，该省份为法国北部内陆省份，北起瓦兹省，西接埃松省、马恩河谷省、塞纳-圣但尼省和瓦兹河谷省，南至卢瓦雷省，东南接约讷省，东临马恩省和奥布省，东北接埃纳省。
与塞纳河畔格里西接壤的市镇（或旧市镇、城区）包括：塞纳河畔努瓦延、塞纳河畔帕西、小维勒诺克斯、古艾。

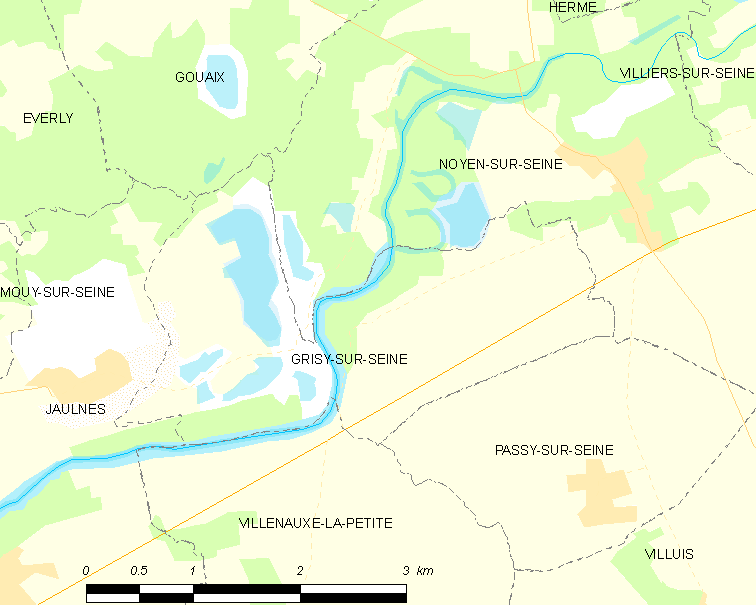
塞纳河畔格里西的OSM定位图

塞纳河畔格里西的时区为UTC+01:00、UTC+02:00（夏令时）。

## 行政
塞纳河畔格里西的邮政编码为77480，INSEE市镇编码为77218。

## 政治
塞纳河畔格里西所属的省级选区为普罗万县。

## 人口

1962-2008年间塞纳河畔格里西人口变化图示

塞纳河畔格里西于2022年1月1日时的人口数量为115人。